# 2MASS J02411151-0326587
2MASS J02411151-0326587 ist ein Brauner Zwerg im Sternbild Walfisch. Er wurde 2007 von Kelle L. Cruz et al. entdeckt. Er gehört der Spektralklasse L1 an. Seine Position verschiebt sich aufgrund seiner Eigenbewegung jährlich um 0,057 Bogensekunden.